# Juli Marial i Tey
Juli Marial i Tey (Barcelona, 20 d'abril de 1853 - id, 16 d'agost de 1929) fou un arquitecte i polític català, diputat a Corts Espanyoles durant la restauració borbònica

## Biografia
Juli Miquel Enric Marial i Tey va néixer al carrer de Gombau de Barcelona, fill de Miquel Marial i Sola, natural de Barcelona, i d'Antònia Tey i Torra, de La Garriga.
Milità inicialment en el Partit Republicà Democràtic Federal, i juntament amb Josep Maria Vallès i Ribot constituí la secció barcelonina d'Unió Republicana el 1903. El 1901 fou escollit regidor de l'ajuntament de Barcelona i el 1905 fou un dels qui va facilitar l'acord amb el Banco Hispano Colonial per a resoldre el dèficit municipal. A les eleccions generals espanyoles de 1907 va donar suport la candidatura de la Solidaritat Catalana i fou elegit diputat pel districte de la Bisbal. El 1906 va formar part del Centre Nacionalista Republicà i el 1910 de la Unió Federal Nacionalista Republicana (UFNR), de la que en serà expulsat el 1913. Novament regidor de Barcelona el 1909, participà també en la municipalització de l'empresa de les aigües de Barcelona el 1912. El 1913 ingressà en el Partit Republicà Radical. Com a arquitecte, participà en la construcció de la Casa Marsans (1907) i de la Casa Heribert Salas (1911-1929) i la "Torre Sant Miquel" de la Garriga (1886), que va ser modificada el 1916 per Marcel·lià Coquillat.
El seu fill Melcior Marial i Mundet fou polític elegit diputat per Madrid, mentre que Juli Marial i Mundet fou president del FC Barcelona.
Havia estat casat amb Caterina Mundet i Ferreras, de qui va enviudat el 1904. Juli Marial va morir el 16 d'agost de 1929 a Barcelona.